# Ingmar Persson (filosof)
Ingmar Persson, född 1951, filosof; professor i praktisk filosofi vid Göteborgs universitet från 2004.